# Explosions du dépôt de munitions de Kalynivka

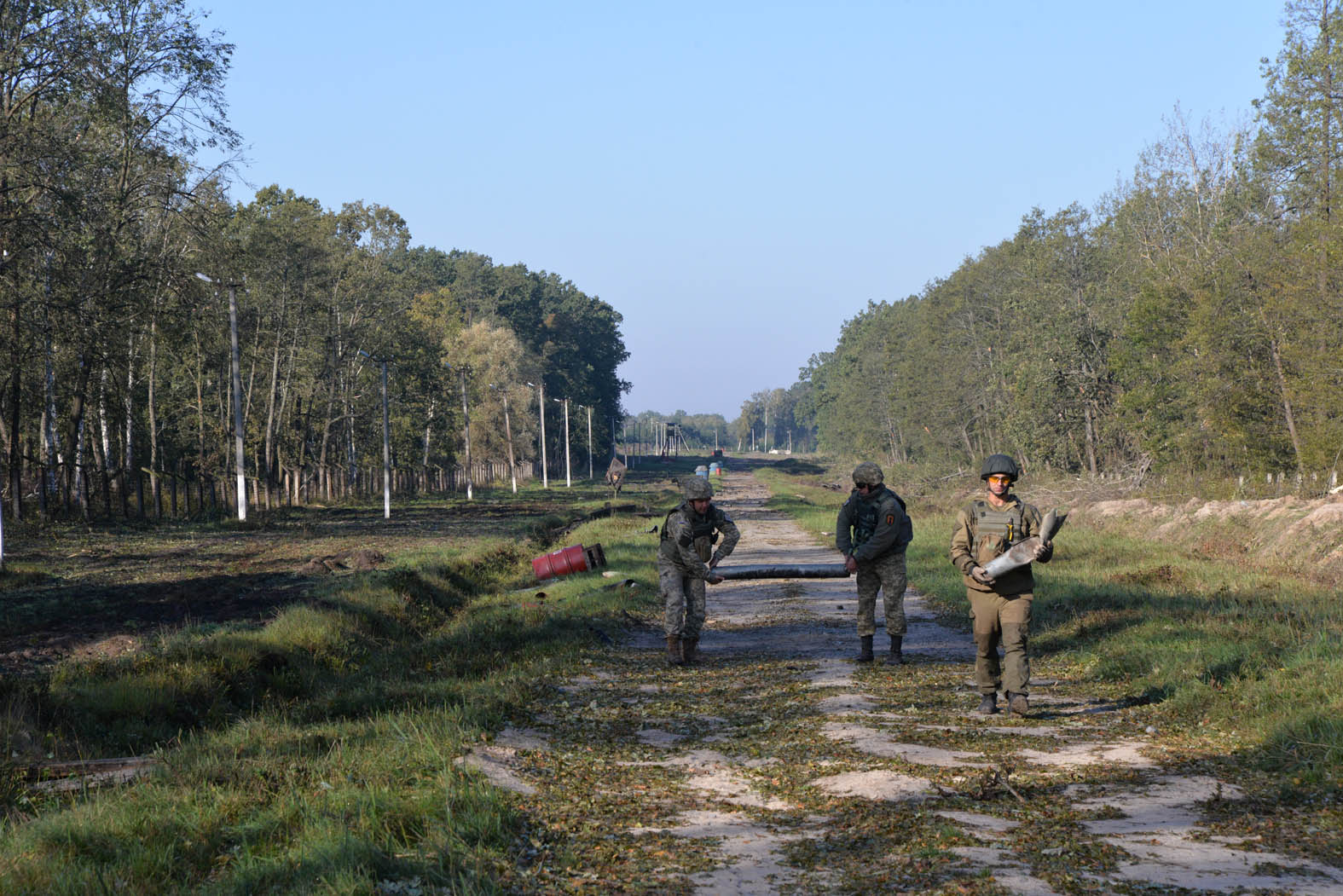
Les forces armées ukrainiennes déminent le périmètre de l'arsenal militaire près de Kalynyvka vers le 30 septembre 2017.

Les explosions du dépôt de munitions de Kalynivka sont une série d'explosions survenues de la soirée du 26 septembre 2017, au 30 septembre dans le dépôt de munitions de Kalynivka, près de Vinnytsia, en Ukraine. En 2021, le procureur général a annoncé que des preuves de sabotage ont été confirmées.
Le dépôt de munitions de Kalynivka est l'un des plus grands arsenaux de l'armée ukrainienne.

## Explosions
Selon le ministre de la Défense, Stepan Poltorak, environ 83 000 tonnes de munitions étaient stockées sur le site, dont environ 63 000 tonnes utilisables consistant principalement en munitions de chars. Les explosions ont forcé l'évacuation temporaire d'environ 24 000 ou 30 000 personnes. L'espace aérien a été fermé et les trains détournés. Il y a eu des dégâts matériels dans la région, mais aucun décès n'a été signalé.
La cause des explosions est restée incertaine, cependant, les services de renseignement intérieurs ukrainiens ont estimé que les explosions étaient un acte de sabotage, et un conseiller présidentiel a suggéré qu'un drone pourrait l'avoir déclenché. Le secrétaire du Conseil ukrainien de sécurité et de défense, Oleksandr Tourtchynov, a noté que les arsenaux militaires présentaient de nombreuses violations de la sécurité. De plus, les problèmes de personnel auraient pu réduire la sécurité et la vigilance. Il a également été souligné par Nadia Savtchenko, une politicienne ukrainienne et ancienne pilote militaire, que les dépôts peuvent être utilisés pour le commerce illégal d'armes ; une explosion détruirait les preuves. Le Premier ministre Volodymyr Hroïsman a indiqué la nécessité d'une enquête approfondie et a déclaré "C'est l'arsenal de l'armée ukrainienne, et je pense que ce n'est pas par hasard qu'il a été détruit".
Le service d'urgence de l'État ukrainien a signalé le 30 septembre que des "explosions incontrôlées" et l'incendie avaient été maîtrisés.
Le 2 octobre, les écoles de Kalynivka ont repris leurs activités.
L'explosion de munitions de Kalynivka était la deuxième explosion majeure en 2017 d'un dépôt de munitions ukrainien. La première a eu lieu en mars dans un dépôt à Balakliia près de Kharkiv, nécessitant l'évacuation d'environ 20 000 personnes. La destruction de ces deux dépôts de munitions aurait réduit la capacité de combat de l'armée ukrainienne.